# Martijn Keizer
Martijn Keizer (Muntendam, 25 marzo 1988) è un ciclista su strada olandese, professionista dal 2011 al 2017.

## Palmarès
- 2005 (Juniores)

Campionati olandesi, Prova a cronometro juniors
Grand Prix Rüebliland
- 2005 (Juniores)

Campionati olandesi, Prova a cronometro juniors
- 2007 (Rabobank Continental, due vittorie)

2ª tappa Tour du Haut Anjou (cronometro)
Classifica generale Tour du Haut Anjou
- 2010 (Rabobank Continental, tre vittorie)

Campionati olandesi, Prova a cronometro Under-23
2ª tappa Tour de Bretagne (cronometro)
Prologo Circuito Montañés
- 2011 (Vacansoleil-DCM, una vittoria)

Boucles de l'Aulne

## Piazzamenti

### Grandi Giri
- Giro d'Italia

2012: 126º
2013: 101º
2014: 67º
2015: 56º
2016: 102º
2017: 116º
- Vuelta a España

2011: 153º
2012: 102º
2014: 80º
2015: 153º
2016: 137º

### Classiche monumento
- Liegi-Bastogne-Liegi

2014: 122º

### Competizioni mondiali
- Campionati del mondo

Varese 2008 - Cronometro Under-23: 16º
Melbourne 2010 - Cronometro Under-23: 27º
Ponferrada 2014 - Cronosquadre: 14º

### Competizioni europee
- Campionati europei

Plumelec 2016 - In linea Elite: 96º